# Hypocopra stercoraria
Hypocopra stercoraria är en svampart som först beskrevs av James Sowerby, och fick sitt nu gällande namn av Pier Andrea Saccardo 1882. Hypocopra stercoraria ingår i släktet Hypocopra och familjen kolkärnsvampar.  Arten är reproducerande i Sverige. Inga underarter finns listade i Catalogue of Life.